# Trapeliopsis bisorediata
Trapeliopsis bisorediata är en lavart som beskrevs av McCune & Camacho. Trapeliopsis bisorediata ingår i släktet Trapeliopsis och familjen Trapeliaceae.   Inga underarter finns listade i Catalogue of Life.